# Themeda villosa
Themeda villosa är en gräsart som först beskrevs av Jean-Baptiste de Lamarck, och fick sitt nu gällande namn av Aimée Antoinette Camus. Themeda villosa ingår i släktet Themeda och familjen gräs. Inga underarter finns listade i Catalogue of Life.